# Rudolf Klaudus
Rudolf Klaudus (Šuševo, Austrija, 19. listopada 1895. – Željezno, Austrija, 26. ožujka 1979.), hrvatski slikar i publicist.
U Zagrebu je završio ALU. Izrazit je pejzažist gradišćanskih krajeva. Bio je aktivan u organiziranju hrvatskih škola u Gradišću, pokrenuo je i uređivao listove Naše selo i Mladost u kojima je inzislirao na učenju hrvatskog književnog jezika. Velike su mu zasluge u povezivanju gradišćanskih Hrvata s matičnom domovinom.